# Janusz Ingarden
Janusz Stefan Ingarden (ur. 1 sierpnia 1923 w Toruniu, zm. 3 października 2005 w Krakowie) – polski architekt.

## Życiorys
Urodził się w rodzinie Romana Witolda i Marii Adeli Józefy z domu Pol (1889–1978). Jego bracia to Roman Stanisław (1920–2011) – fizyk oraz Jerzy Kazimierz (1921–1949) – pilot RAF-u, żołnierz armii Andersa.
Gimnazjum i liceum ogólnokształcące ukończył we Lwowie. W 1942 podjął studia na Wydziale Architektury Politechniki Lwowskiej, kontynuował je we Lwowie do 1944, później kończył na Wydziale Architektury Akademii Górniczo-Hutniczej w lipcu 1948. W latach 1947–1948 studiował dodatkowo malarstwo w krakowskiej ASP.
Pierwszą pracą zarobkową Janusza Ingardena była inwentaryzacja kościoła św. Katarzyny w Krakowie, zlecona przez prof. Adolfa Szyszko-Bohusza. W 1948 zaczął pracę w Biurze Budowlanym Przemysłu Węglowego w Krakowie, gdzie projektował żłobki i przedszkola dla Śląska.
W czerwcu 1949 przeniósł się do krakowskiego Zakładu Osiedli Robotniczych, gdzie pomagał Tadeuszowi Ptaszyckiemu skompletować zespół architektów dla Projektu Miasta Nowa Huta. W styczniu 1950 podjął pracę w Biurze Projektowym Budownictwa Ogólnego „Miastoprojekt”. W 1951 wspólnie z żoną Martą Ingarden wygrał konkurs na Centrum Administracyjne Huty im. Lenina, budynki S i Z zrealizowano w latach 1952–1955. W 1954 również z żoną zaprojektował budynek Teatru Ludowego zrealizowany w 1955. Projektował osiedla mieszkaniowe Nowej Huty: Centrum A, Centrum B, Centrum C, Centrum D (tylko blok nr 1) i Teatralne oraz blok szwedzki na osiedlu Szklane Domy.
Równocześnie prowadził pracę naukowo-dydaktyczną w Katedrze Geometrii Wykreślnej Politechniki Krakowskiej.
W latach 1966–1972 pełnił obowiązki głównego architekta miasta Krakowa. Z jego późniejszych projektów należy wymienić Hotel „Forum” z lat 1975–1977, Laboratorium Niskich Temperatur dla Instytutu Fizyki Jądrowej oraz budynek Hotelu „Ibis” w 1993. Poza Krakowem zrealizowano według jego projektu Hotel „Victoria” w Lublinie i osiedle mieszkaniowe w Oświęcimiu. Pracował także na zagranicznych kontraktach w Damaszku, Moskwie i Algierze.
Był członkiem SARP-u, wiceprezesem Oddziału Krakowskiego w latach 1967–1969.
Ojciec trójki dzieci: córka Barbara jest fizykiem, syn Andrzej – inżynierem mechanikiem, a córka Joanna – romanistką mieszkającą z rodziną w Szwajcarii.
Zmarł w Krakowie, pochowany na cmentarzu Salwatorskim (kwatera L1-1-19).

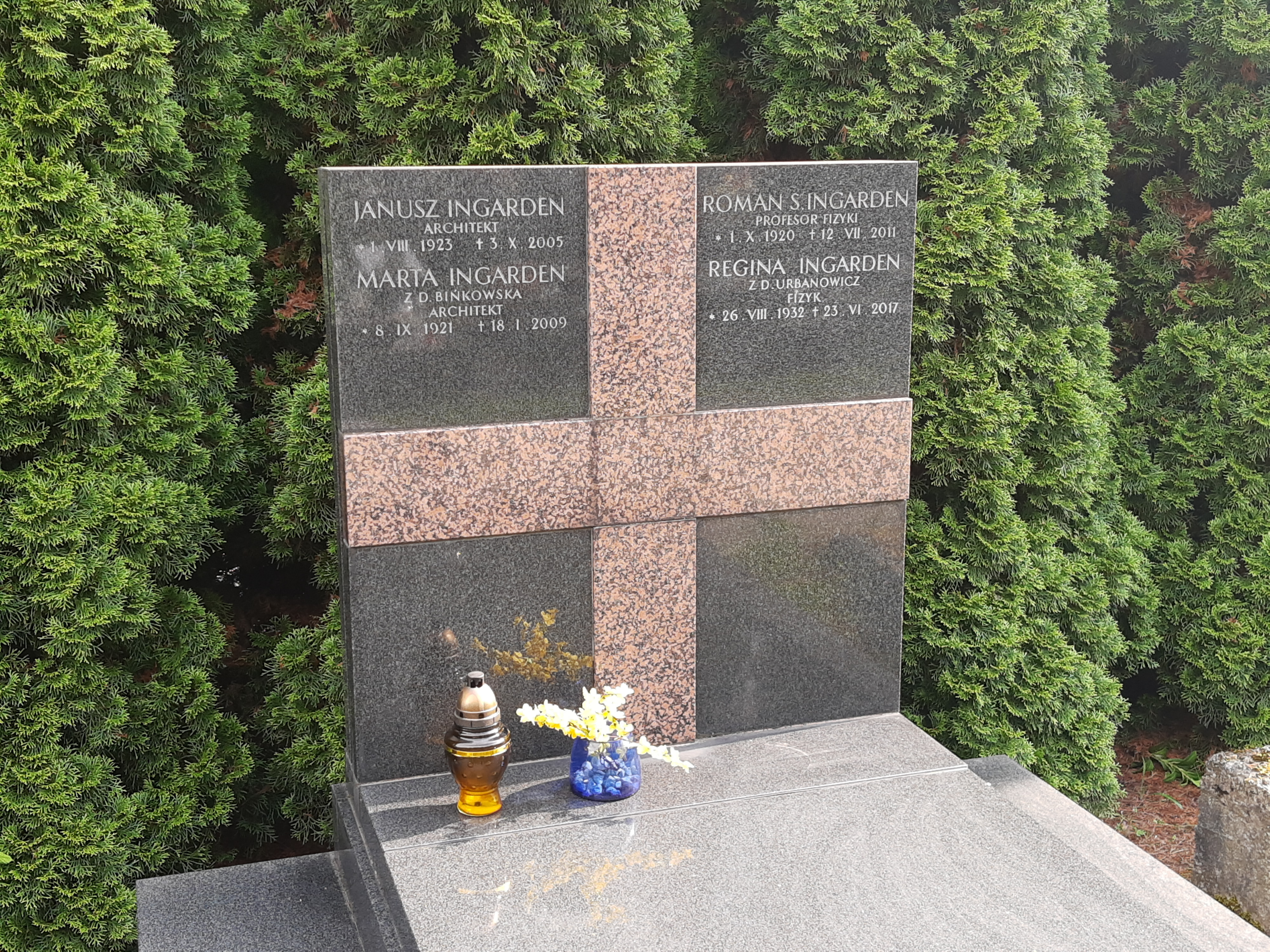
Grób Ingardenów na cmentarzu Salwatorskim w Krakowie

## Ordery i odznaczenia
- Krzyż Oficerski Orderu Odrodzenia Polski (1969)
- Złoty Krzyż Zasługi (15 lipca 1955)[5]
- Srebrny Krzyż Zasługi (16 stycznia 1953)[6]
- Złota Odznaka „Za pracę społeczną dla m. Krakowa” (1969)
- Złota Odznaka „Za zasługi dla Ziemi Krakowskiej”
- Złota Odznaka „Zasłużony dla Budownictwa i Przemysłu Materiałów Budowlanych” (1975)
- Złota Odznaka SARP (1975)

Źródło:.

## Nagrody
- Nagroda Państwowa II stopnia (zespołowa) za wkład w rozwiązania projektowe i ich realizację przy odbudowie miasta Nowa Huta (1955)[7]
- Nagroda Miasta Krakowa (1960)
- Honorowa Nagroda SARP (1980)

## Projekty

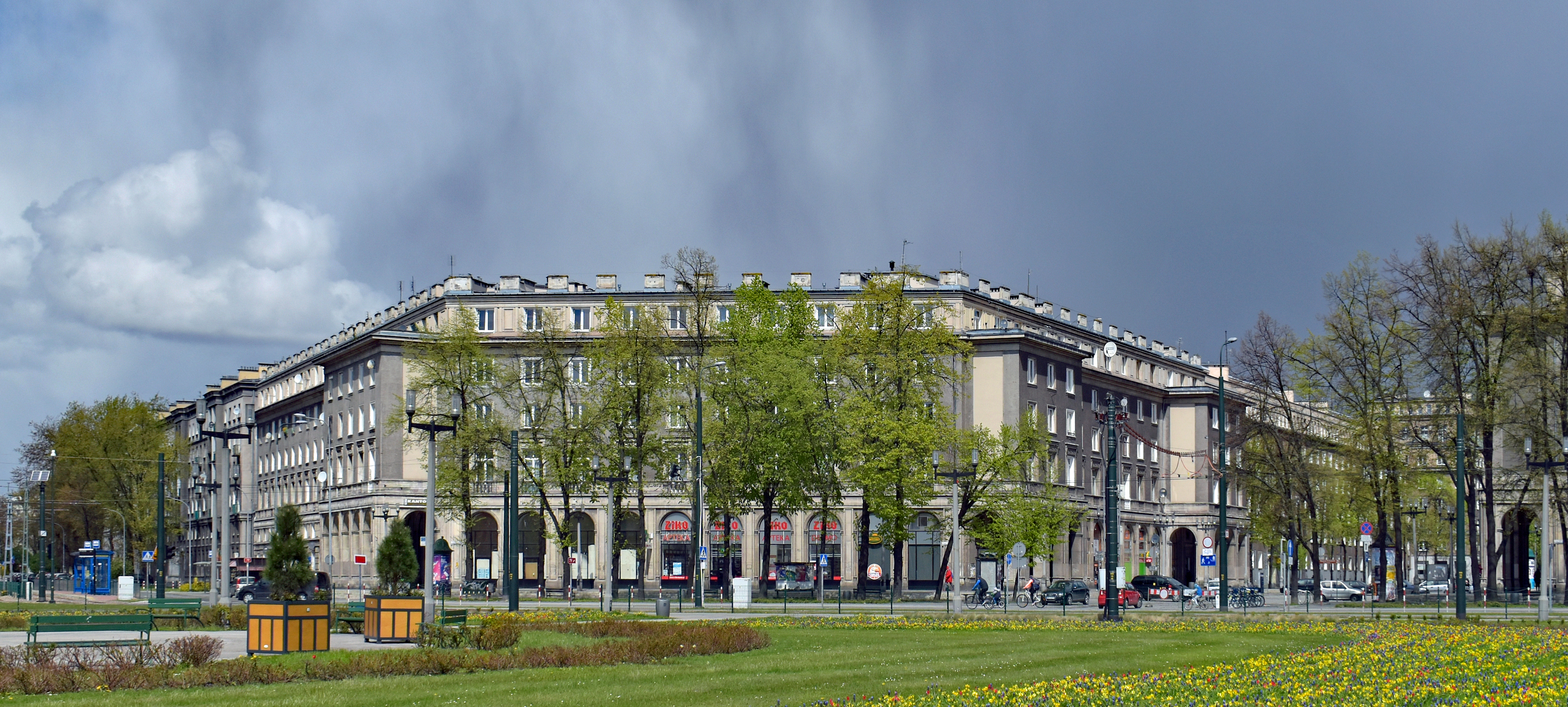
Osiedle Centrum C (1949) Kraków, Nowa Huta
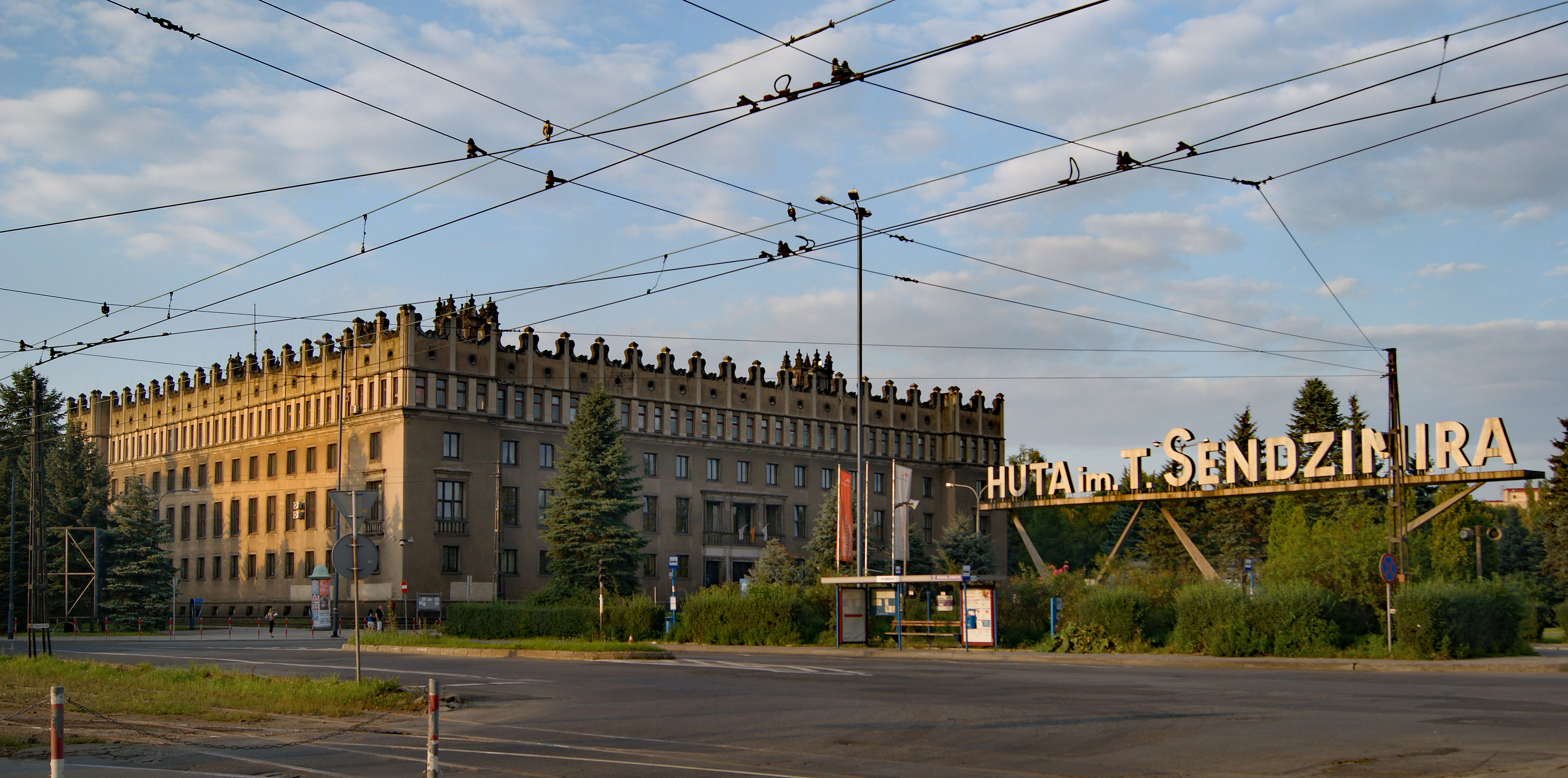
Centrum Administracyjne HiL (1951) Kraków, Nowa Huta  ul. Ujastek 1 (na zdjęciu budynek Z-północny)
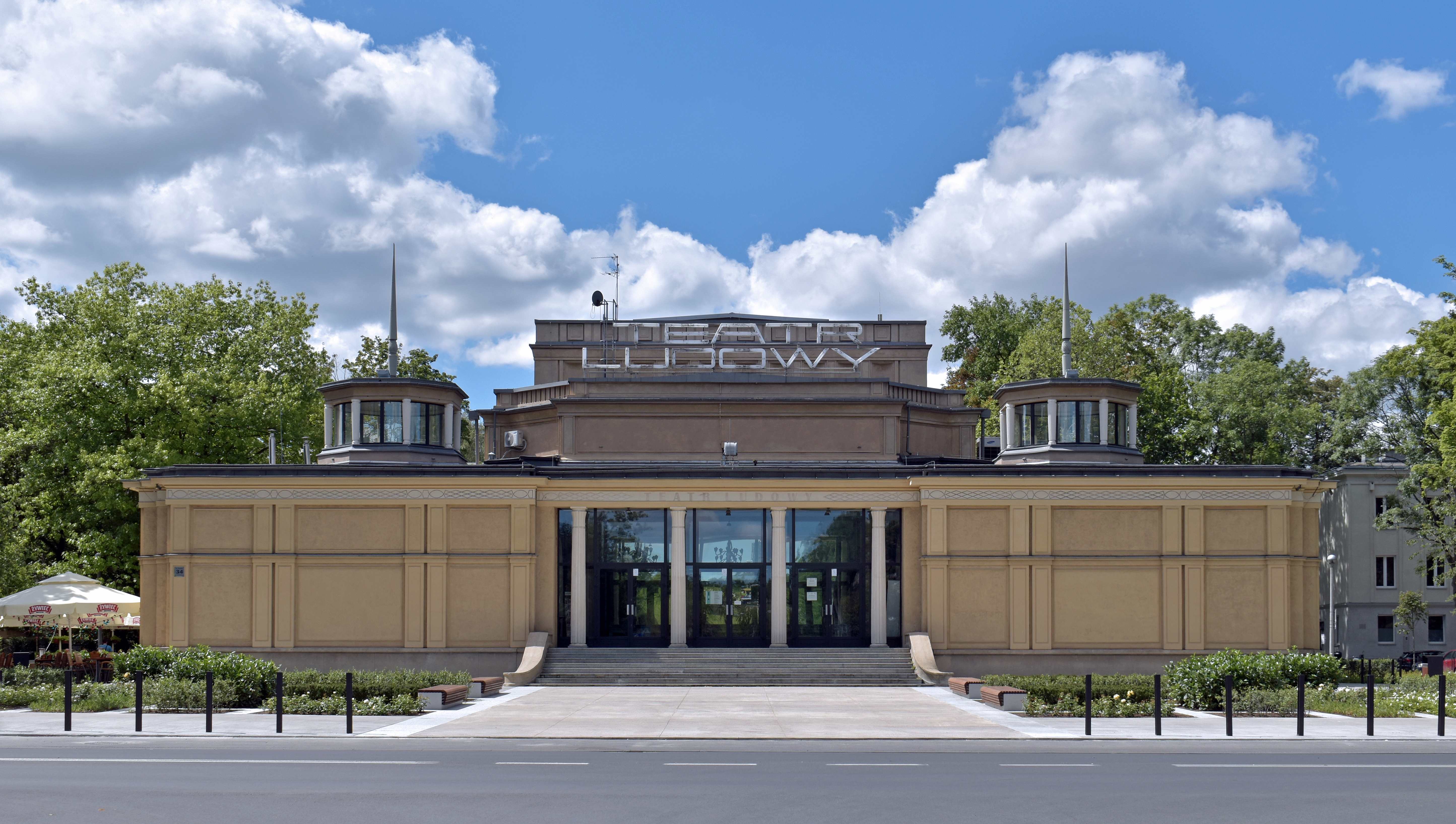
Teatr Ludowy (1955) Kraków, Nowa Huta  os. Teatralne 33
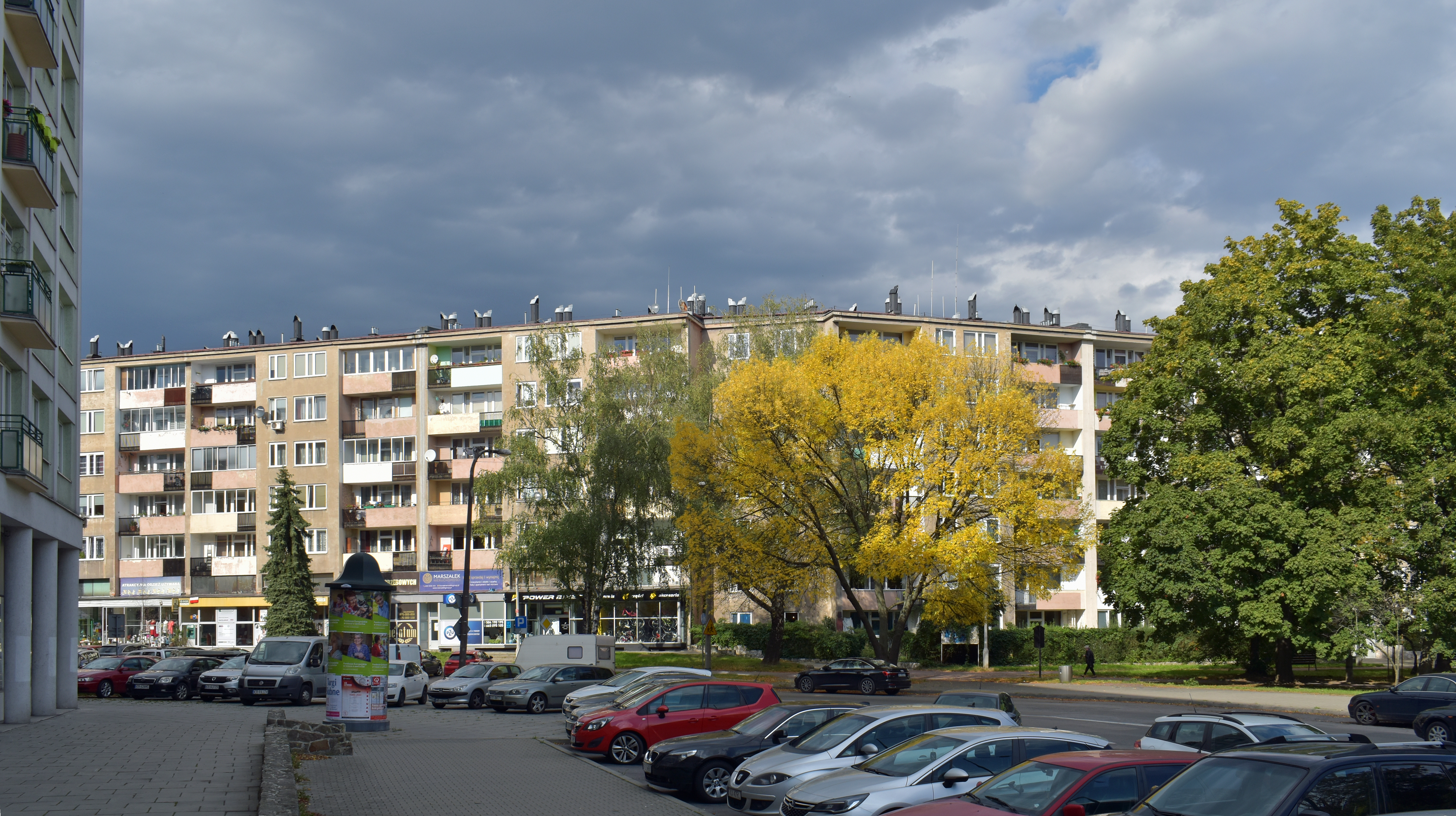
Blok szwedzki (1957) Kraków, Nowa Huta os. Szklane Domy 1
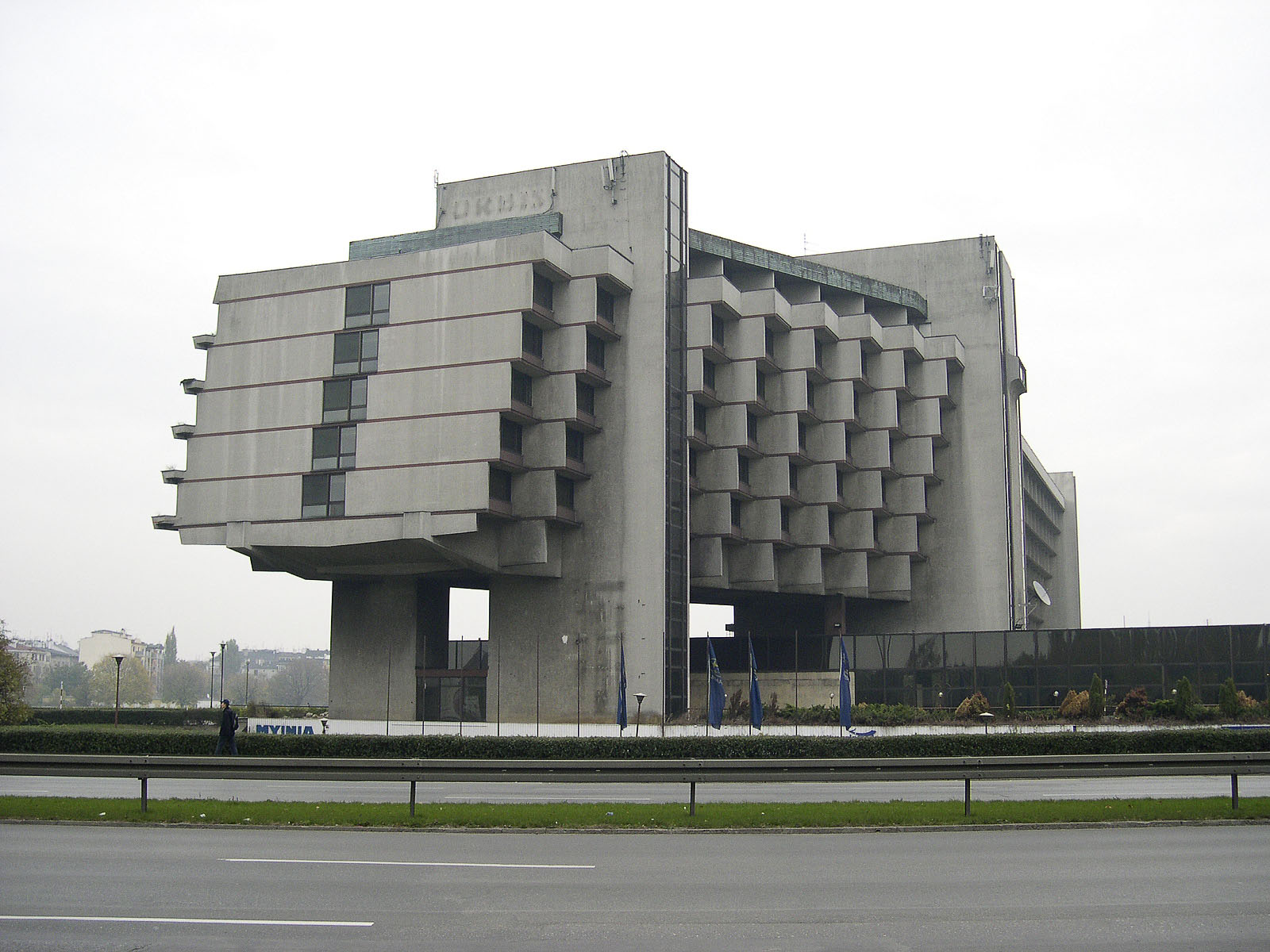
Hotel Forum (1977) Kraków ul. M. Konopnickiej 28